# Dunchraigaig Cairn
Der Dunchraigaig Cairn liegt südlich von Kilmartin im Kilmartin Glen in Argyll and Bute in Schottland.
Der Cairn ist 3,0 m hoch und hat etwa 30,0 m Durchmesser. Er stammt aus der frühen Bronzezeit (etwa 2000 v. Chr.). Im Jahre 1864, wurden drei Steinkisten entdeckt und ausgegraben. Die ungewöhnlichste Kiste ist die Südostkiste, die von einem massiven Deckstein bedeckt wird. Sie enthielt die Überreste von etwa zehn Personen, zusammen mit einem Schleifstein, einer Grünsteinaxt und einem Messer aus Feuerstein.
In der Nähe liegen die Felsritzungen von Baluachcraig, der Ri Cruin-Cairn und die Steine von Ballymeanoch.